# Островецький повіт
Островецький повіт (пол. powiat ostrowiecki) — один з 13 земських повітів Свентокшиського воєводства Польщі.
Утворений 1 січня 1999 року в результаті адміністративної реформи.

## Загальні дані
Повіт знаходиться у східній частині воєводства.
Адміністративний центр — місто Островець-Свентокшиський.
Станом на 1.01.2008 населення становить 115 333 осіб, площа 616,81 км².

## Демографія
Демографічні дані повіту станом на 30.06.2006:
|       | Всього  | Всього | Жінки  | Жінки | Чоловіки | Чоловіки |
| ----- | ------- | ------ | ------ | ----- | -------- | -------- |
|       | осіб    | %      | осіб   | %     | осіб     | %        |
| Повіт | 116 179 | 100    | 60 566 | 52,1  | 55 613   | 47,9     |
| Міста | 80 556  | 100    | 42 267 | 52,9  | 37 969   | 47,1     |
| Села  | 35 943  | 100    | 18 299 | 50,9  | 17 644   | 49,1     |